# Axel Rodrigues de Arruda
Axel Rodrigues de Arruda, noto solo come Axel (Santos, 9 gennaio 1970), è un ex calciatore brasiliano, di ruolo centrocampista.

## Carriera

### Club
Ha speso l'intera carriera in patria, giocando fino al 2005 quasi sempre in massima serie e con due esperienze all'estero: in Spagna col Siviglia e in Giappone con il Cerezo Osaka.
Dal 2006 al 2010 gioca fra la quinta e l'ottava serie brasiliana, fino al ritiro.

### Nazionale
Nel 1992 ha giocato una partita con la Nazionale brasiliana.

## Palmarès

### Club

#### Competizioni internazionali
- Recopa Sudamericana: 1

San Paolo: 1994